# Aktionstheater Ensemble
Das aktionstheater ensemble ist eine freie Theatergruppe in Österreich, die 1989 vom Regisseur Martin Gruber gegründet wurde. 2015 und 2016 wurde das Ensemble für den Nestroy-Theaterpreis in der Kategorie „Beste Off-Produktion“ nominiert. 2016 erhielt das Ensemble den Preis.
Das Ensemble spielt regelmäßig im Festspielhaus Bregenz, Spielboden Dornbirn und im Werk X in Wien.

## Geschichte
Unter der Leitung von Regisseur Martin Gruber erarbeitete das aktionstheater ensemble jahrelang Klassiker, wie beispielsweise die Büchner-Trilogie in den Jahren 1993 und 1994. Das Ensemble erreichte schnell den Ruf einer „experimentierfreudige[n] Avantgardegruppe“.
Mit der Zeit begann der Regisseur Gruber vermehrt mit Choreografen und Tänzern zusammenzuarbeiten. Schließlich veränderte sich 2008 die Arbeitsweise des aktionstheater ensemble komplett: anstatt vorgefertigter Theaterstoffe wurden von nun an eigene Stücke entwickelt. Ein besonderer Fokus dieser Arbeit liegt auf der Zusammenarbeit mit Musikern und bildenden Künstlern.
Seit diesem Bruch mit klassischen Theaterstoffen ist das Ensemble bekannt dafür, die Gegenwart besonders schnell zu reflektieren. In den Stücken werden grundsätzlich Themen verarbeitet, die sich mit dem zeitgenössischen Menschen auseinandersetzen. Es ist zum Paradigma der Gruppe geworden, Theaterstücke ohne Handlung zu entwickeln. Die Stücke entstehen aus einer Kombination von Interviews mit Schauspielern und Autorentexten, die im Probenprozess zu einer collagenartigen Dramaturgie gebaut werden. Mit dieser Arbeitsweise nähert sich das Ensemble dem zeitgenössischen dokumentarischen Theater an, allerdings steht die poetische Verdichtung der Realität im Vordergrund.

## Theaterproduktionen (Auswahl)
- 1997: „Kain“ von George Gordon Lord Byron, Bregenzer Festspiele
- 1999: „Der gesamte Shakespeare, leicht gekürzt“, Städtische Bühnen Augsburg
- 2003: „je veux je veux“ frei nach Jean Genet – der Balkon (Choreografie: Liz King), Volksoper Wien
- 2003: „Perser“ von Aischylos (Neuübersetzung von Durs Grünbein), Österreichische Erstaufführung
- 2004: „Sinfonie der Stadt“ – „Mahagonny Songspiel“ von Kurt Weill, „City Life“ von Steve Reich, „Quiet City“ von Aaron Copland, mit den Münchner Symphonikern, Kurt Weill-Festival, Dessau
- 2005: „Schlachtfest“ von Andreas Staudinger, Uraufführung
- 2008: „Platzen Plötzlich“ von Gert Jonke, Uraufführung, Theater am Kornmarkt/Bregenzer Frühling
- 2010: „Ulysses Roadmovie“ von Christian Uetz, Uraufführung, Festspielhaus Bregenz
- 2011: „Working Pure“ von aktionstheater ensemble und Wolfgang Mörth, Uraufführung
- 2011: „Zukunftsmaschine“ von aktionstheater ensemble und Andreas Staudinger, Uraufführung, Festspielhaus Bregenz
- 2012: „Salz Burg“ von aktionstheater ensemble und Wolfgang Mörth, Uraufführung, Festspielhaus Bregenz[6]
- 2012: „Wir gründen eine Partei“ von aktionstheater ensemble und Claudia Tondl, Uraufführung[6]
- 2013: „Werktagsrevolution“ von aktionstheater ensemble und Claudia Tondl, Uraufführung[6]
- 2013: „Drei Sekunden“ von aktionstheater ensemble und Wolfgang Mörth, Uraufführung[6]
- 2014: „Pension Europa“ von aktionstheater ensemble und Claudia Tondl, Uraufführung, Festspielhaus Bregenz[6]
- 2014: „Angry Young Men“ von aktionstheater ensemble und Wolfgang Mörth, Uraufführung, Hamakom/Nestroyhof[6]
- 2015: „Riot Dancer“ von aktionstheater ensemble und Claudia Tondl sowie Wolfgang Mörth, Uraufführung, Festspielhaus Bregenz[6]
- 2015: „Kein Stück über Syrien“ von aktionstheater ensemble, Uraufführung[6]
- 2016: „Jeder Gegen Jeden“ von aktionstheater ensemble, Uraufführung, Festspielhaus Bregenz[6]
- 2016: „Immersion. Wir verschwinden“ von aktionstheater ensemble, Uraufführung[6]
- 2017: „Ich Glaube“ von aktionstheater ensemble, Uraufführung[6]
- 2017: „Swing: dance to the right“ von aktionstheater ensemble, Uraufführung, Text von Martin Gruber und Elias Hirschl[7][6]

## Auszeichnungen
- 2014: Heidelberger Theaterpreis[8]
- 2015: Nestroy-Theaterpreis (nominiert)
- 2016: Nestroy-Theaterpreis[1]
- 2017: Nestroy-Theaterpreis  (nominiert)
- 2021: Nestroy-Theaterpreis (nominiert)
- 2023: Österreichischer Kunstpreis für Darstellende Kunst[9]